# Norwood (Australia Meridionale)
Norwood è un sobborgo di Adelaide, in Australia Meridionale; esso si trova 3 chilometri ad est del centro cittadino ed è la sede della Città di Norwood Payneham & St Peters. Al censimento del 2006 contava 5 704 abitanti.
In questa località nacque il poliziotto italiano Walter Eddie Cosina.